# Elisa Balsamo
Elisa Balsamo (ur. 27 lutego 1998 w Cuneo) – włoska kolarka szosowa i torowa, mistrzyni świata w wyścigu ze startu wspólnego (2021).

## Osiągnięcia

### kolarstwo szosowe
Opracowano na podstawie:

2016
- 2. miejsce w Gandawa-Wevelgem juniorek
- 1. miejsce w mistrzostwach Włoch juniorek (start wspólny)
- 2. miejsce w mistrzostwach Europy juniorek (start wspólny)
- 1. miejsce w mistrzostwach świata juniorek (start wspólny)

2017
- 2. miejsce w Gran Premio Bruno Beghelli Internazionale Donne Elite

2018
- 2. miejsce w Grand Prix de Dottignies
- 1. miejsce w Omloop van Borsele
- 3. miejsce w Gooik-Geraardsbergen-Gooik
- 3. miejsce w Dwars door de Westhoek
- 3. miejsce w RideLondon Classique
- 1. miejsce w Gran Premio Bruno Beghelli Internazionale Donne Elite

2019
- 2. miejsce w Omloop van Borsele
- 1. miejsce w Trofee Maarten Wynants
- 1. miejsce na 3. etapie Tour of California
- 1. miejsce w Dwars door de Westhoek
- 2. miejsce w Diamond Tour
- 2. miejsce w mistrzostwach Włoch (start wspólny)
- 2. miejsce w RideLondon Classique
- 1. miejsce na 1. etapie Giro delle Marche in Rosa

2020
- 1. miejsce w mistrzostwach Europy do lat 23 (start wspólny)
- 1. miejsce na 3. etapie Madrid Challenge by la Vuelta

2021
- 1. miejsce w GP Oetingen
- 3. miejsce w Scheldeprijs
- 3. miejsce w Brabantse Pijl
- 2. miejsce w Grand Prix International d'Isbergues - Pas de Calais Féminin
- 1. miejsce w mistrzostwach świata (start wspólny)
- 1. miejsce na 6. etapie The Women’s Tour

2022
- 1. miejsce na 1. etapie Setmana Ciclista Valenciana
- 2. miejsce w Ronde van Drenthe
- 1. miejsce w Trofeo Alfredo Binda-Comune di Cittiglio
- 1. miejsce w Classic Brugge-De Panne
- 1. miejsce w Gandawa-Wevelgem
- 2. miejsce w RideLondon Classique
- 1. miejsce na 3. etapie Tour de Suisse
- 1. miejsce w mistrzostwach Włoch (start wspólny)
- 1. miejsce na 2. i 5. etapie Giro Rosa
- 2. miejsce w mistrzostwach Europy (start wspólny)
- 1. miejsce na 1. i 5. etapie Madrid Challenge by la Vuelta

2023
- 1. miejsce na 1. i 2. etapie Setmana Ciclista Valenciana
- 2. miejsce w Trofeo Alfredo Binda-Comune di Cittiglio
- 2. miejsce w Classic Brugge-De Panne
- 1. miejsce na 1. etapie Holland Ladies Tour
- 3. miejsce w Tre Valli Varesine

## Rankingi
| Rok            | 2017 | 2018 | 2019 | 2020 | 2021 | 2022 | 2023 | 2024 |
| -------------- | ---- | ---- | ---- | ---- | ---- | ---- | ---- | ---- |
| Ranking UCI    | 87.  | 19.  | 19.  | 30.  | 12.  | 6.   | 20.  | 6.   |
| UCI World Tour | 121. | 44.  | 25.  | 30.  | 15.  | 5.   | 15.  | 5.   |
|                |      |      |      |      |      |      |      |      |
| Źródło: UCI    |      |      |      |      |      |      |      |      |